# Belgisch kampioenschap JKA karate scholieren heren
Het Belgisch kampioenschap JKA Karate wordt jaarlijks in België georganiseerd door de Belgian Amateur Karate Federation (BAKF). Het kampioenschap wordt gehouden in de disciplines kata en kumite. Tijdens dit kampioenschap nemen de 8 best geplaatste karateka's van het Vlaams kampioenschap JKA Karate het op tegen de 8 best geplaatste karateka's van JKA francophone de Belgique. De beste karateka die bij de eerste 4 eindigt voor zowel kata als kumite krijgt de titel van algemeen kampioen. 

## Erelijst

#### Scholieren jongens kumite
| Jaar | Plaats      | · Kampioen            | · Zilver                | · Brons           | · Brons               |
| ---- | ----------- | --------------------- | ----------------------- | ----------------- | --------------------- |
| 2024 | Eigenbrakel | Hugo Mulolo           | Rune Van Bastelaere     | Matteo Rizo       | Mauro Wille           |
| 2023 | Eigenbrakel | Hugo Mulolo           | Maxime De Bruyckere     | Leon Anselin      | Kasper Mortier        |
| 2022 | Eigenbrakel | Angelo Marchica       | Maxime De Bruyckere     | Cylvain Goffin    | Remy Everaert         |
| 2021 | Geannuleerd |                       |                         |                   |                       |
| 2020 | Geannuleerd |                       |                         |                   |                       |
| 2019 | Eigenbrakel | Manolis Tsoullou      | Louis Dangremont        | Gerald Crisostomo | Philippe Bushinsky    |
| 2018 | Eigenbrakel | Mathis Caruso         | Philippe Bushinsky      | Ewen Figa         | Jawat Jaouret         |
| 2017 | Eigenbrakel | Mergin Hoti           | Thomas Ongena           | Mathis Caruso     | Jens Vermeire         |
| 2016 | Eigenbrakel | Sander Van Der Heyden | Moad Boukricha          | Maxime Galet      | Michiel Vlaminck      |
| 2015 | Eigenbrakel |                       |                         |                   |                       |
| 2014 | Eigenbrakel | Abdelilah El Azzouzi  | Ian Lodens              | Jérome Russo      | Yassine Kchit         |
| 2013 | Eigenbrakel | Yassine Kchit         | Abdelilah El Azzouzi    | Wassim Hassine    | Robin Van Elsuwege    |
| 2012 | Eigenbrakel | Miguel Masciarelli    | Seppe Heyneman          | Boucaïb Abriba    | Ayoub Jamladi Qablani |
| 2011 | Eigenbrakel | Gianni Schotte        | Jeffrey Van Der Poorten | Jonathan Mulolo   | Sebastien Jacquart    |
| 2010 | Kortrijk    | Jonathan Mulolo       | Abdelkarim Bouzkik      | Ennio Mussche     | Sebastien Jacquart    |

#### Scholieren jongens kata
| Jaar | Plaats      | · Kampioen         | · Zilver              | · Brons              | 4de plaats            |
| ---- | ----------- | ------------------ | --------------------- | -------------------- | --------------------- |
| 2024 | Eigenbrakel | Stef Roobroeck     | Matteo Rizzo          | Mauro Wille          | Justin Doyen          |
| 2023 | Eigenbrakel | Youssef Abdo       | Wout De Swaef         | Thomas-Andre Esparza | Alexandre Thelen      |
| 2022 | Eigenbrakel | Angelo Marchica    | Maxime De Bruycker    | Aaron Troch          | Karel De Ridder       |
| 2021 | Geannuleerd |                    |                       |                      |                       |
| 2020 | Geannuleerd |                    |                       |                      |                       |
| 2019 | Eigenbrakel | Monalis Tsoullou   | Santino La Mendola    | Philippe Bushinsky   | Wout Lagaeysse        |
| 2018 | Eigenbrakel | Mathis Caruso      | Brecht Vlaminck       | Arnaud Rogiers       | Jens De Bock          |
| 2017 | Eigenbrakel | Mathis Caruso      | Brecht Vlaminck       | Louca Van Den Hauwe  | Killian Michel        |
| 2016 | Eigenbrakel | Yohan Raveydts     | Sander Van Der Heyden | Ryan Lodens          | Maxime Galet          |
| 2015 | Eigenbrakel |                    |                       |                      |                       |
| 2014 | Eigenbrakel | Ian Lodens         | Nikita Buchinsky      | Pierre Delfante      | Ward Van De Mosselaer |
| 2013 | Eigenbrakel | Mattéo Anzalio     | Yason Vandyck         | Pierre Delfante      | Dieter Van De Vyver   |
| 2012 | Eigenbrakel | Joy Halsberghe     | Niels Hendrickx       | Dieter Van De Vyver  | Florian Bandin        |
| 2011 | Eigenbrakel | Sebastien Jacquart | Jonathan Mulolo       | Marwyn Pichueque     | Miguel Masciarelli    |
| 2010 | Kortrijk    | Sebastien Jacquart | Marwyn Pichueque      | Benjamin Chrisien    | Ennio Mussche         |

## Algemeen kampioen JKA Karate
| Jaar | Plaats      | Algemeen kampioen     |
| ---- | ----------- | --------------------- |
| 2024 | Eigenbrakel |                       |
| 2023 | Eigenbrakel |                       |
| 2022 | Eigenbrakel | Angelo Marchica       |
| 2021 | Geannuleerd |                       |
| 2020 | Geannuleerd |                       |
| 2019 | Eigenbrakel | Manolis Tsoullou      |
| 2018 | Eigenbrakel | Mathis Caruso         |
| 2017 | Eigenbrakel | Mathis Caruso         |
| 2016 | Eigenbrakel | Sander Van Der Heyden |
| 2015 | Eigenbrakel |                       |
| 2014 | Eigenbrakel | Ian Lodens            |
| 2013 | Eigenbrakel |                       |
| 2012 | Eigenbrakel |                       |
| 2011 | Eigenbrakel | Sebastien Jacquart    |
| 2010 | Kortrijk    | Sebastien Jacquart    |